# Creative Commons

Logotyp organizacji

Creative Commons – amerykańska organizacja typu non-profit, która postawiła sobie za zadanie uzyskanie kompromisu pomiędzy pełną ochroną praw autorskich a dzieleniem się twórczością. Głównym celem organizacji jest wspieranie rozwoju i wykorzystania otwartych licencji autorskoprawnych, zapewniających bardziej elastyczne i liberalne zasady niż domyślne reguły prawa autorskiego. Używając hasła „pewne prawa zastrzeżone” (ang. some rights reserved) w opozycji do „wszelkie prawa zastrzeżone” (ang. all rights reserved), organizacja stara się zapewnić twórcom jak najlepszą ochronę ich praw przy jednoczesnym umożliwieniu jak najszerszego wykorzystania ich dzieł.
Creative Commons została utworzona w 2001. Jej głównym założycielem był Lawrence Lessig.

## Licencje Creative Commons
Licencje Creative Commons pozwalają udzielić określonych praw do korzystania z licencjonowanego utworu. Utwory na licencjach Creative Commons mogą więc być wykorzystywane bez konieczności uzyskania każdorazowej, indywidualnej zgody od właściciela praw autorskich.

## Działalność międzynarodowa
Organizacja Creative Commons współpracuje z ponad 100 organizacjami, 500 wolontariuszami z 85 państw, którzy reprezentują Creative Commons w swoich krajach. Partnerstwo to działa w ramach zarządzanego przez Creative Commons Global Network. Uczestnicy Global Network m.in. tłumaczą informacje i narzędzia, budują społeczność skupioną wokół projektów CC i prowadzą badania.
W 2005 rozpoczął działalność polski oddział Creative Commons. Partnerem instytucjonalnym oddziału jest (stan na lipiec 2017) organizacja pozarządowa Centrum Cyfrowe przy Fundacji Projekt: Polska. CC-Polska jest członkiem założycielem Koalicji Otwartej Edukacji (2008). Zespół polskiego oddziału tworzą koordynatorzy Alek Tarkowski, Justyna Hofmokl, Kamil Śliwowski i Klaudia Grabowska wraz ze współpracownikami.